# Fotlandsvåg
Fotlandsvåg är en tätort i Osterøy kommun i Vestland fylke i västra Norge. Orten ligger där fylkesväg 567 möter fylkesväg 5430, längst inne vid Fotlandsvågen, en arm av Osterfjorden, på den norra delen av ön Osterøy.